# Дубоизия
Дубоизия (лат. Duboisia) — род растений семейства Паслёновые, включающий в себя четыре вида. Они произрастают в Австралии, а один вид также в Новой Каледонии.

## Химический состав
Листья Duboisia leichhardtii и Duboisia myoporoides содержат в довольно большой концентрации никотин, а также алкалоиды гиосциамин и скополамин. Причём листья Duboisia myoporoides содержат 2-3% алкалоидов, в основном скополамина. В листьях Duboisia leichhardtii концентрация алкалоидов около 2%, из них на долю скополамина приходится всего 0,06%; всё остальное составляет гиосциамин. Эти вещества являются активными составляющими питури - средства народной медицины и рекреационного наркотика австралийских аборигенов.

## Виды
По информации базы данных The Plant List, род включает 4 вида:
- Duboisia arenitensis Craven
- Duboisia hopwoodii (F.Muell.) F.Muell.
- Duboisia leichhardtii (F.Muell.) F.Muell.
- Duboisia myoporoides R.Br.